# 晝夜節律性睡眠障礙
昼夜节律睡眠障碍（英語：CRSD, Circadian rhythm sleep disorder），是影响睡眠時間及其他方面的一種睡眠障碍 。患有昼夜节律睡眠障碍者无法在一般工作、学校和社会需求所需要的入睡時間睡著，或起床時間起床。如果允许他们配合自己的生物時鐘睡覺和起床的話，他们一般都能够得到足够的睡眠。除非他们同時患有其他睡眠障碍，否則睡眠的品質通常是正常的。
如同其他生物，人類也有有生物節律，被称为昼夜节律（“生物钟”），这是由生理时钟所控制。这會影响体温調節、警觉性、食欲、激素分泌以及睡眠時間等等。由于晝夜時鐘的關係，时间的经过不會使得嗜睡持續地累積。一个人想睡覺的程度和能否入睡除了受到從足夠的睡眠醒來之後累積的時間長度影響外，同時受到體內的昼夜节律的控制。因此，身體在一天中的某些时间入睡但在其他不同的時間清醒。